# Кайне Зорґе Арена
«Кайне Зорґе Арена» (нім. Keine Sorgen Arena) — футбольний стадіон у місті Рід-ім-Іннкрайс, Австрія, домашня арена ФК «Рід». 

## Історія
Стадіон відкритий 2003 року на місці ярмарку «Рід» як «Філл Металлбаумштадіон». З часу існування двічі змінював назву, кожна з яких пов'язана зі спонсорськими контрактами. Попередню назву «ХомЛайф-Арена» замінила «Кайне Зорґе Арена», пов'язана з комерційною угодою, укладеною із верхньоавстрійською страховою компанією. 
Арена має чітко виражений футбольний профіль, що забезпечується відсутністю бігових доріжок та максимальною наближеністю трибун до футбольного поля. Над всіма трибунами споруджено дах. На стадіоні облаштовано VIP-зону, яка у 2013 році була розширена до 500 місць. Всі місця на трибунах поділені на дві категорії. Арена має можливість автономного прямого включення телерадіотрансляцій завдяки наявності підключення до високошвидкісного інтернету. На західній трибуні позаду воріт розташований фан-сектор «Ріда». 2013 року встановлено систему підігріву поля. У 2015 році встановлено систему освітлення. Місткість арени складає 7 700 глядачів.

## Галерея

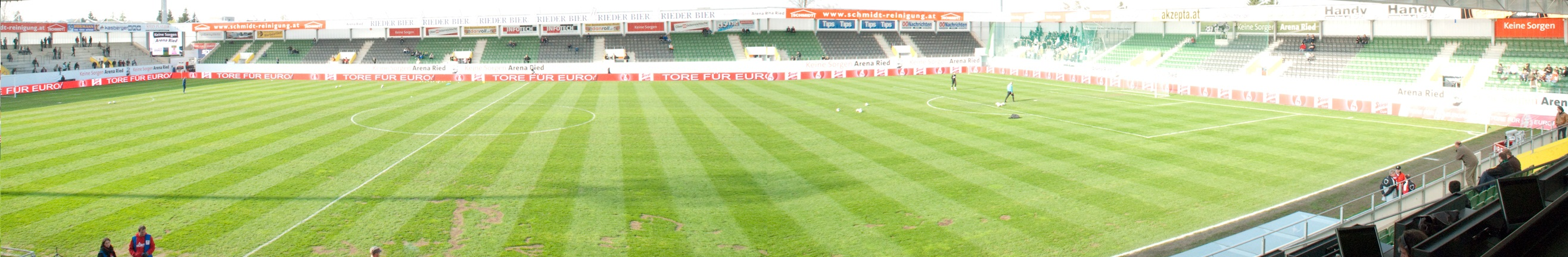
Панорама